# Telsche
Telsche rsp. Telse ist ein weiblicher Vorname.

## Namensherkunft
Der Name Telsche leitet sich vermutlich von Telse ab, Telse wiederum von Else und Else von Elisabeth (Elizabeth).
Telsche ⇐ Telse ⇐ Else ⇐ Elisabeth (Elizabeth)

## Ortsnamen
- Telsche ist einer der deutschen Namen der litauischen Stadt Telšiai.